# Оротовая кислота
Оро́товая кислота (от др.-греч. ὀρός ‘сыворотка’) — витаминоподобное вещество, влияющее на обмен веществ и стимулирующее рост живых организмов, но не обладающее всеми свойствами, характерными для витаминов. Представляет собой бесцветные кристаллы, плохо растворимые в воде и органических растворителях. По химической структуре является гетероциклическим соединением, химические названия — 4-карбоксиурацил и 2,6-диоксипиримидин-4-карбоновая кислота. Под воздействием воды и света разрушается.

## История
- Оротовая кислота была открыта в 1904 году Biscaro и Belloni; впервые выделена в 1905 году из коровьего молока, позже найдена в молоке других животных, в том числе и в женском.
- В 1930 году Bachstez описал её структуру.
- В 1947—1948 гг. Mitchell и его соавторы установили, что оротовая кислота является промежуточным продуктом биосинтеза пиримидиновых нуклеотидов и входит в состав всех живых клеток.
- В 1948 году был открыт фактор роста крыс и цыплят. Его назвали витамин B13.
- В 1953 году Manna и Hauge доказали, что витамин B13 и оротовая кислота — идентичные вещества[2].
- Позже было установлено, что оротовая кислота может синтезироваться микробиотой кишечника, и, таким образом, не является витамином и должна быть отнесена к витаминоподобным веществам.
- Согласно позиции Панели по пищевым добавкам Европейского агентства по пищевой безопасности, соли оротовой кислоты (такие, как калия оротат) могут усиливать действие канцерогенов и поэтому потенциально небезопасны[3].

## Оротовая кислота в пищевых продуктах
В пище оротовая кислота находится в виде слаборастворимых в воде соединений с минералами (соли магния, калия, кальция). Эти органические соли из полости тонкой кишки легко всасываются в кровь путём простой диффузии. В крови происходит отделение минералов, и свободная оротовая кислота транспортируется в печень, другие органы и ткани. Наибольшее содержание оротовой кислоты обнаружено в печени и дрожжах, также большое количество её присутствует в молоке и молочных продуктах. Главным источником оротовой кислоты для человека является коровье молоко.

## Биологическая роль
Оротовая кислота является компонентом всех живых клеток. Синтезируется, как правило, в достаточном количестве (случаев гиповитаминоза в литературе до сих пор описано не было).
Оротовая кислота принимает участие в обменных процессах, происходящих в белках и фосфолипидах, в превращениях фолиевой и пантотеновой кислот, в метаболизме цианокобаламина (витамин B12), синтезе аминокислоты метионина. Является предшественником в биосинтезе пиримидиновых оснований, участвуя в образовании пиримидиновых нуклеотидов — уридинмонофосфата и цитидинмонофосфата). Помимо этого, оротовая кислота вовлекается в следующие процессы:
- утилизация глюкозы
- синтез рибозы
- создание и поддержание резервов аденозинтрифосфата
- активация сократительных возможностей мышечных тканей
- рост и развитие клеток и тканей, в частности мышечной ткани (за счет синтеза рибонуклеиновой кислоты)
- создание резервов мышечного карнозина

Оротовая кислота оказывает стимулирующее влияние на белковый обмен, благотворно влияет на функциональное состояние печени, ускоряет регенерацию печеночных клеток, снижает риск развития ожирения печени, способствует снижению уровня холестерина в крови, а также улучшает сокращение миокарда, благоприятно сказывается на репродуктивной функции и процессах роста, что позволяет использовать её в качестве фармакологического препарата (как анаболик) для лечения многих заболеваний печени, желчевыводящих путей, сердца, сосудов и мышц.